# 9 Songs
9 Songs ist ein Film von Michael Winterbottom mit sehr freizügig gefilmten Nahaufnahmen und Sexszenen. Einer der erklärten Beweggründe des Regisseurs für die Erstellung des Films war es, den Sex zwischen den beiden Hauptdarstellern möglichst realistisch, unerotisch und freizügig abzubilden und ihn dennoch an den Kino-Zensoren vorbeizubringen, um so auszuloten, wie weit er mit der Darstellung gehen kann, um solch einen Film einem möglichst breiten Publikum zugänglich zu machen. In Großbritannien hat 9 Songs sich den Titel des „(sexuell) eindeutigsten Kinofilms eines Mainstream-Regisseurs“ (most explicit theatrical feature by a mainstream director) eingehandelt, was durchaus beabsichtigt war.

## Handlung
Matt ist per Flugzeug auf dem Weg zu seinem Arbeitsplatz in der Eiswüste der Antarktis. Er erinnert sich an die zurückliegenden Monate: an die Zeit, die er zusammen mit Lisa verbracht hat. Lisa, eine Austauschstudentin, die sich ein Jahr lang in London aufhielt und dann wieder zurück nach Amerika ging, hatte er bei einem Rock-Konzert in der Londoner Brixton Academy kennengelernt. Gemeinsam gingen sie auf weitere Konzerte bekannter Rock-Gruppen, einmal auf ein Klavierkonzert von Michael Nyman, einmal muss Matt alleine gehen. Den Liveaufnahmen aus diesen Konzerten folgen jeweils ausführlich gefilmte sexuelle Begegnungen. Nachdem sie ein letztes Mal Sex gehabt haben, kehrt Lisa in die USA zurück. Der Film endet mit dem neunten Konzertmitschnitt; er zeigt dieselbe Band wie bei der ersten Begegnung des Paares.

## Dramaturgie
Die Aufnahmen der Konzerte sind in Musikvideo-Manier geschnitten und wechseln sich in rascher Folge mit den sexuellen Begegnungen der beiden Handelnden ab. Die Sexszenen sind realistisch und steigern sich von Nahaufnahmen der Geschlechtsorgane der beiden Protagonisten bis hin zu einer halbnah und deutlich gefilmten Ejakulation und Penetration. Jedoch unterscheidet sich 9 Songs einigermaßen von konventionellen Hardcore-Filmen, die stärker auf eine sexuelle Erregung des Zuschauers ausgelegt sind, durch die neutrale Darstellung von wirklichkeitsnahem Sex. Da es kein Drehbuch gab, wurden die Dialoge im Film während des Drehs von den (Laien-)Darstellern improvisiert.

## Die „9 Songs“
- Black Rebel Motorcycle Club – Whatever Happened to My Rock and Roll
- Von Bondies – C’Mon, C’Mon
- Elbow – Fallen Angel
- Primal Scream – Movin’ on Up
- Dandy Warhols – You Were the Last High
- Super Furry Animals – Slow Life
- Franz Ferdinand – Jacqueline
- Michael Nyman – Debbie
- Black Rebel Motorcycle Club – Love Burns

## Kritiken
Das Lexikon des internationalen Films resümiert: „Streng zwischen körperlichem Liebesakt und Konzert-Mitschnitten aktueller Brit-Pop-Bands alternierend reduziert sich die Handlung auf eine diskret-indiskrete Erkundung sexueller Praktiken und ihrer visuellen Umsetzung, ohne dass man über die Protagonisten oder ihre Beziehung viel erfahren würde.“
Die Berliner taz ist hingegen skeptisch: „Es ist schlichtes Gebumse mit popmusikalischer Kontrastierung. Nicht einmal solide pornografische Qualitäten lassen sich dem Film unterstellen.“
Die Zeitschrift konkret schrieb im Februar 2005: „War die Kamera vorher im Publikum und nahm die Musikbühne frontal, kommen jetzt raffinierte Großaufnahmen. Ein Nippel, sacht massiert von Daumen und Zeigefinger. Eine Scheide, geöffnet. Was hindert die Kamera am Eindringen?  Ein ejakulierender Penis. – Es fällt kein Wort. Auch die Montage kommentiert nicht. Kein Dekor, kein Was-will-der-Autor-damit-sagen. Wohl aber Sexgeschäftigkeit im stillen Einverständnis, – alltägliche Kommunikation, befreit vom Bedürfnis, sich entschuldigen oder doch erklären zu müssen. – Das ist die Sensation der 9 Songs: es fehlt die psychologisierende Exkulpation, und es fehlt die Schutzbehauptung, es werde halt Realität dokumentiert. Ergebnis: wir sind mit diesem Film allen legitimatorischen Spinnkram los. Dank Regisseur Michael Winterbottom.“
Die deutsche Erstausstrahlung im Free-TV erfolgte bei 3sat am 8. Januar 2008 im Nachtprogramm. Die Fernsehzeitschrift Tele fasste die Programmankündigung mit dem markigen Satz zusammen: „Für einen gelungenen Porno fehlen die Stellungswechsel, für einen gelungenen Spielfilm die Handlungsfäden.“ Der Sender 3sat selbst lobte den Film jedoch als „mutiges Experiment“: „Michael Winterbottoms Film lässt viele Lesarten zu. Nur Moralisten dürften darin Pornografie entdecken. ... Man sollte sich diesen Film unbedingt anschauen, ihn als mutiges und klug gefilmtes Experiment eines kompromisslosen Regisseurs rezipieren.“

## Auszeichnungen
- Beste Kamera beim San Sebastián International Film Festival 2004

## Sonstiges
Der damaligen Laiendarstellerin Margo Stilley, die aus North Carolina stammt und streng christlich erzogen wurde, schlug wegen der Nahaufnahmen ihrer Geschlechtsorgane und der Penetration eine Welle der Ablehnung entgegen, mit der sie überhaupt nicht gerechnet hatte. Nachdem sie den Film zuerst eine Weile als künstlerisch wertvolle Darstellung der sexuellen Seite einer Liebesbeziehung verteidigt und sich aus der Mitwirkung einen Schub für ihre Schauspielkarriere versprochen hatte, versuchte sie später, ihren Namen aus dem Film zurückzuziehen, was ihr nicht gelang.
Sie bestreitet, dass der Regisseur ihre Naivität und Unerfahrenheit ausgenutzt haben könnte, um sie zu den Darstellungen der Sexszenen zu überreden. Mit ihrem Filmpartner O’Brien hat der Regisseur nach 9 Songs noch bei zwei weiteren Filmen zusammengearbeitet: A Cock and Bull Story und The Road to Guantanamo. Als einen der Gründe, die gewagte Rolle anzunehmen, führte sie auch das Versprechen des Regisseurs an, ihr eine Rolle in einem seiner nächsten Filme zu geben, was schließlich 2010 mit der sechsteiligen britischen Sitcom The Trip geschah.
Es wurden viele Diskussionen geführt, ob dieser Film als Pornofilm oder als Liebesfilm mit einigen sehr freizügigen Aufnahmen zu verstehen ist. Im auf der DVD erhältlichen Interview mit dem Hauptdarsteller Kieran O’Brien erzählt dieser, dass er von dem Film direkt von Regisseur Winterbottom erfuhr, als dieser den Wunsch äußerte, einen echten Porno Movie zu drehen, und ihn in die Kinos zu bringen, da er es frustrierend fand, dass in den meisten Kinofilmen Sex einerseits unrealistisch dargestellt wird, und andererseits direkte Aufnahmen von Geschlechtsorganen tabu sind. Darsteller O’Brien meinte bei der Filmpremiere 2004 in Cannes zu den Kommentaren über die Inhalte und die von manchen Kritikern hinein interpretierten vermeintlichen Aussagen des Films: „It’s just fucking!“